# 信房水库
信房水库是中国云南省普洱市思茅区境内的一座水库，位于思茅河上，建于1958年。水库正常库容为710万立方米，集雨面积为22平方千米，海拔为1017米。